# Klinte Sogn
Klinte Sogn er et sogn i Bogense Provsti (Fyens Stift).
I 1800-tallet var Grindløse Sogn anneks til Klinte Sogn. Begge sogne hørte til Skam Herred i Odense Amt. Klinte-Grindløse sognekommune blev senere delt, så hvert sogn dannede sin egen sognekommune. I 1966 − 4 år før kommunalreformen i 1970 − blev både Klinte og Grindløse indlemmet i Bogense Kommune, der ved strukturreformen i 2007 indgik i Nordfyns Kommune.
I Klinte Sogn findes Klinte Kirke.
I sognet findes følgende autoriserede stednavne:
- Bregnebjerg (bebyggelse)
- Dræet (areal)
- Ejlinge (areal, bebyggelse)
- Holmene (bebyggelse)
- Jersore (bebyggelse, ejerlav)
- Klinte (bebyggelse, ejerlav)
- Lindø (areal, bebyggelse)
- Nærå Strand (vandareal)
- Nørreby (bebyggelse, ejerlav)
- Nørreby Hals (areal, bebyggelse)
- Orestrand (areal)
- Skæregårde (bebyggelse)
- Æbelø (areal, ejerlav)
- Æbelø Holm (areal)